# Ернестіна Абамбіла
Ернестіна Абамбіла (англ. Ernestina Abambila; нар. 30 грудня 1998) — ганська футболістка, атакувальна / опорна півзахисниця іспанського клубу «Спортінг» (Уельва).

## Клубна кар'єра
У 2016 році підписала 2-річний контракт з «Янгстаун Стейт». По закінченні університету розпочала професіональну кар'єру. У 2017 році приєдналася до «Мінська» з Вищої ліги Білорусі. Стала першою ганською футболісткою, яка відзначилася голом у поєдинку жіночої Ліги чемпіонів (проти «Любляни»). Потім грала за грецький «Аріс» та шведський «Ассі».
З 2020 року захищала кольори іспанського клубу «Спортінг» (Уельва)

## Кар'єра в збірній
На міжнародному рівні дебютувала за Гану 2014 року на дівочому чемпіонаті світу (WU-17) у Коста-Риці. Дебютний матч — проти Північної Кореї, який завершився з рахунком 2:0.
У футболці головної жіночої команди країни дебютувала 2017 року (у віці 18 років) у поєдинку проти Франції.

## Досягнення

### Клубні
«Мінськ»
- Прем'єр-ліга
  -  Чемпіон (1): 2017

- Кубок Білорусі
  -  Володар (1): 2017